# Província de Mondulkiri

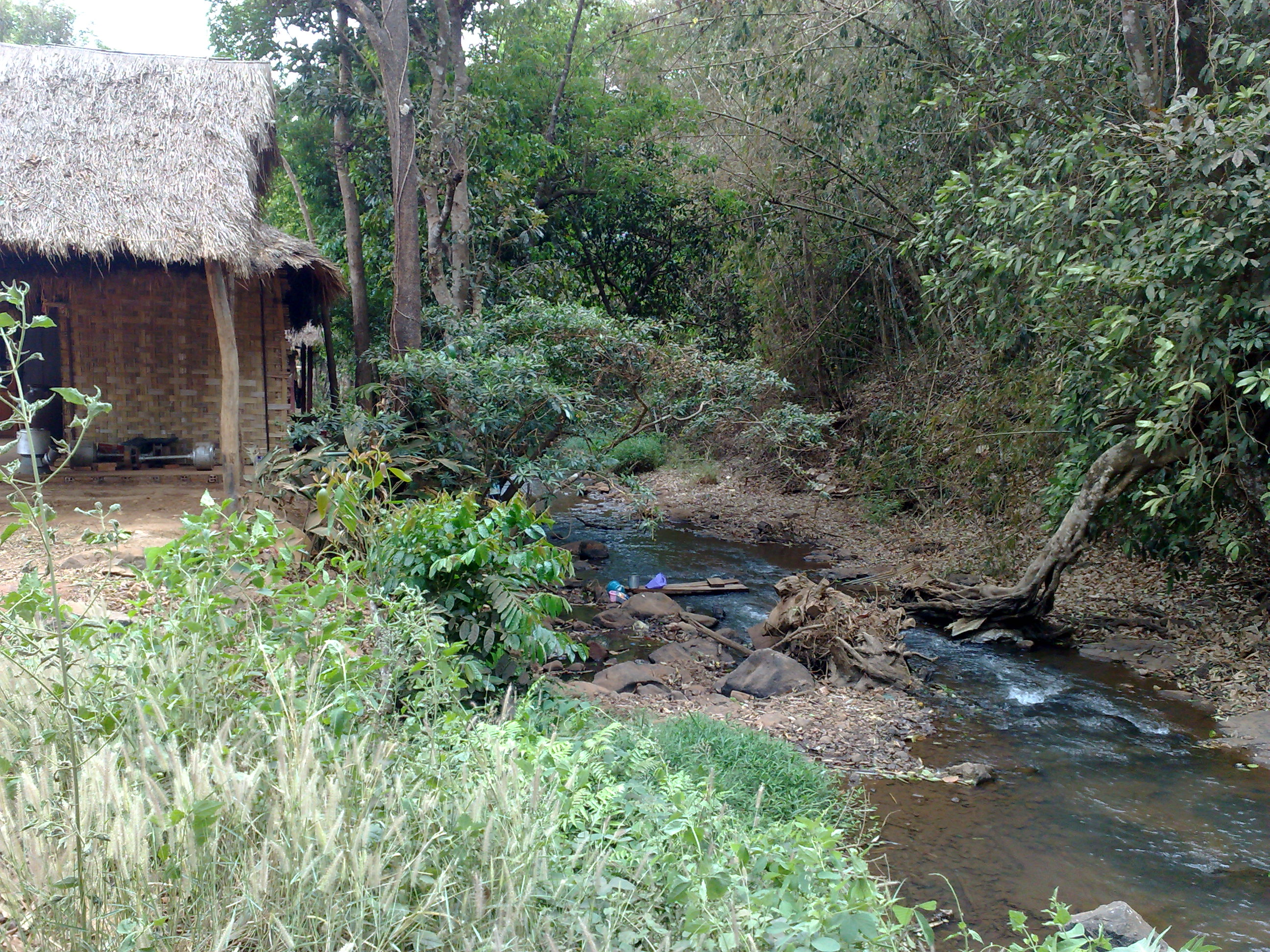
Una barraca prop del riu a Sen Monorom, capital de la província de Mondulkiri

Mondulkiri (literalment: "muntanya del Mandala") és una província oriental de Cambodja. És la província menys poblada del país, malgrat ser la més extensa en superfície. La seva capital és la ciutat de Senmonorom.

## Geografia i entorn
La província de Mondulkiri és coneguda pels seus turons boscosos i les seves grans cascades. Algunes d'aquestes cascades més conegudes són:
- Bou Sra: Situada al districte de Pich Chinda, a 43 quilòmetres de Senmonorom, Bou Sra és la cascada més gran, feta famosa per una cançó popular Khmer de Mondulkiri.
- Senmonorom: A 5 quilòmetres de la capital i de fàcil accés, solia ser un lloc de pícnic fins que els japonesos van construir una estació hidroelèctrica que en va tallar el corrent d'aigua.
- Romnea: A 10 quilòmetres de Senmonorom, la cascada de Romnea és una de les tres més grans. Actualment ha estat desforestada i privatitzada.

Mondulkiri s'enfronta a una important amenaça per part dels taladors il·legals que tracten d'explotar les zones de boscos verges.

## Districtes
La província està subdividida en 5 districtes, que alhora es subdivideixen en 21 comunes i 98 viles.
Districtes:
- Kaev Seima
- Kaoh Nheaek
- Ou Reang
- Pechr Chenda
- Senmonorom

## Demografia

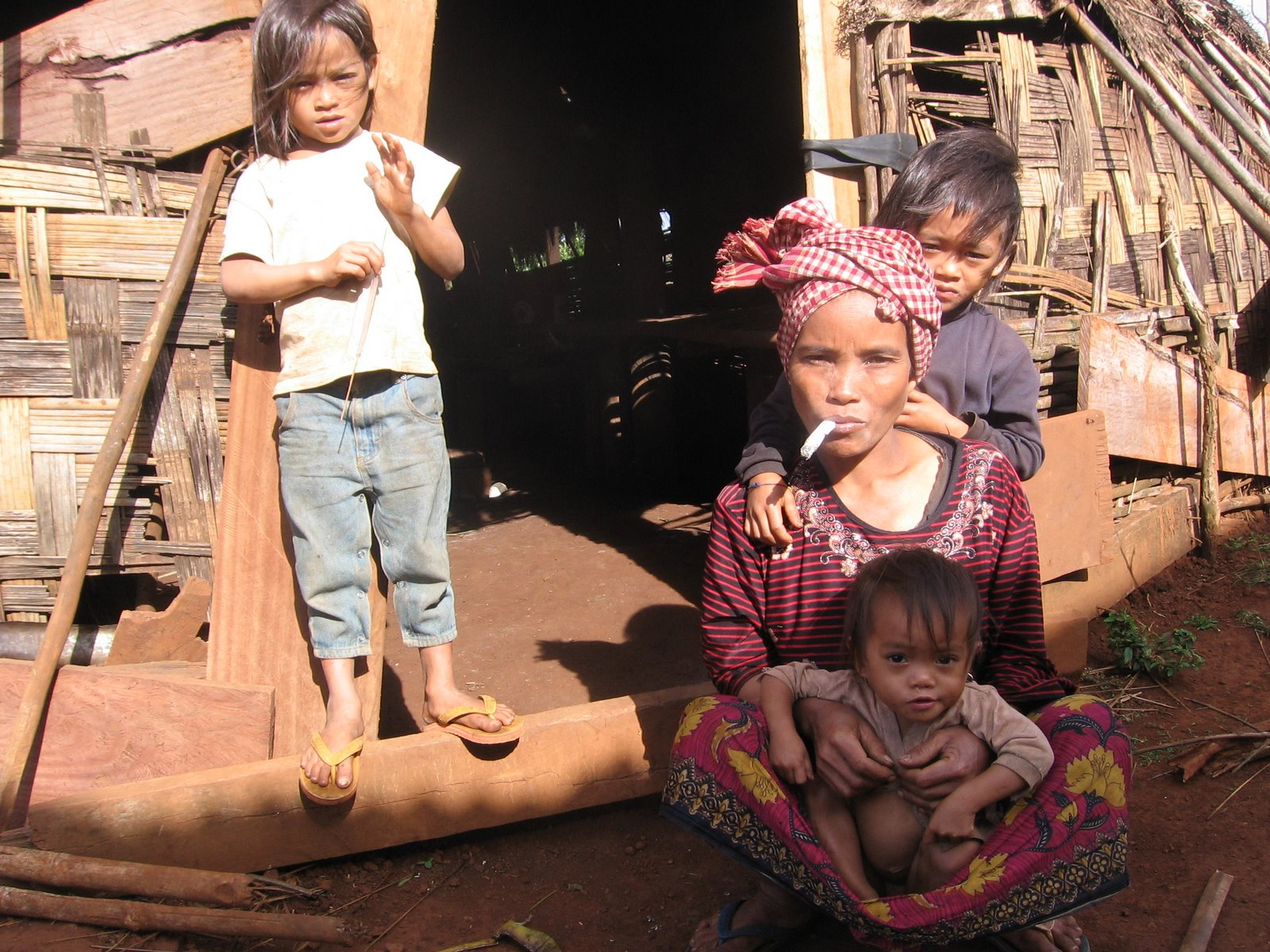
Dona i nen Khmer Loeu d'una vila prop de Sen Monorom

El 80% de la població de la província està formada per 10 minories tribals, pertanyent la major part a la tribu pnong. El 20% restant són khmers, xinesos, i musulmans txams.

## Economia i transport
La població viu de la terra, el cultiu d'arròs, arbres fruiters, i una gran varietat de verdures. Altres cultiven maduixes, cafè, cautxú i anacards..
La construcció de carreteres segueix impactant amb força sobre comunitats indígenes com els Pnong. Segons un informe de les Nacions Unides, la construcció de la carretera que va de Mondulkiri a Ratanakiri ha donat lloc a un acaparament massiu de terra.

## Cultura
Malgrat que s'edifiquen moltes casen seguint l'estil 'Khmer', encara es poden trobar les cases tradicionals dels Pnong. Aquestes contenen grans gerres (que es diu que tenen més de mil anys d'antiguitat) i els gongs tradicionals. Hi ha diversos gongs, els quals s'utilitzen en diferents ocasions. Les gerres i els gongs es troben entre les possessions més valuoses de les comunitats indígenes, tant en termes tradicionals i espirituals, com en termes materials. Durant l'època de Pol Pot aquests objectes van ser enterrats a llocs ocults de la selva, on en molts casos encara hi són.